# Carabas
Carabas is een 20e-eeuwse buitenplaats in het Nederlandse dorp Rockanje, provincie Zuid-Holland. De buitenplaats geniet voornamelijk bekendheid vanwege de door architect Pieter Verhagen ontworpen tuin.

## Geschiedenis
Begin 20e eeuw kochten veel Rotterdamse welgestelden grond voor een buitenhuisje op Voorne-Putten, waar ze in alle rust konden recreëren. Zij schakelden bekende architecten in om de nieuwe buitenhuizen te ontwerpen. Zo ontwierp de Rotterdamse architect en stedenbouwkundige Pieter Verhagen in 1927 voor G.J. Lycklama à Nijeholt een nieuw buitenhuis voor een locatie aan de rand van het dorp Rockanje. Op aanraden van Lycklama kocht Verhagen datzelfde jaar een stuk grond van drie hectare langs de duinrand.

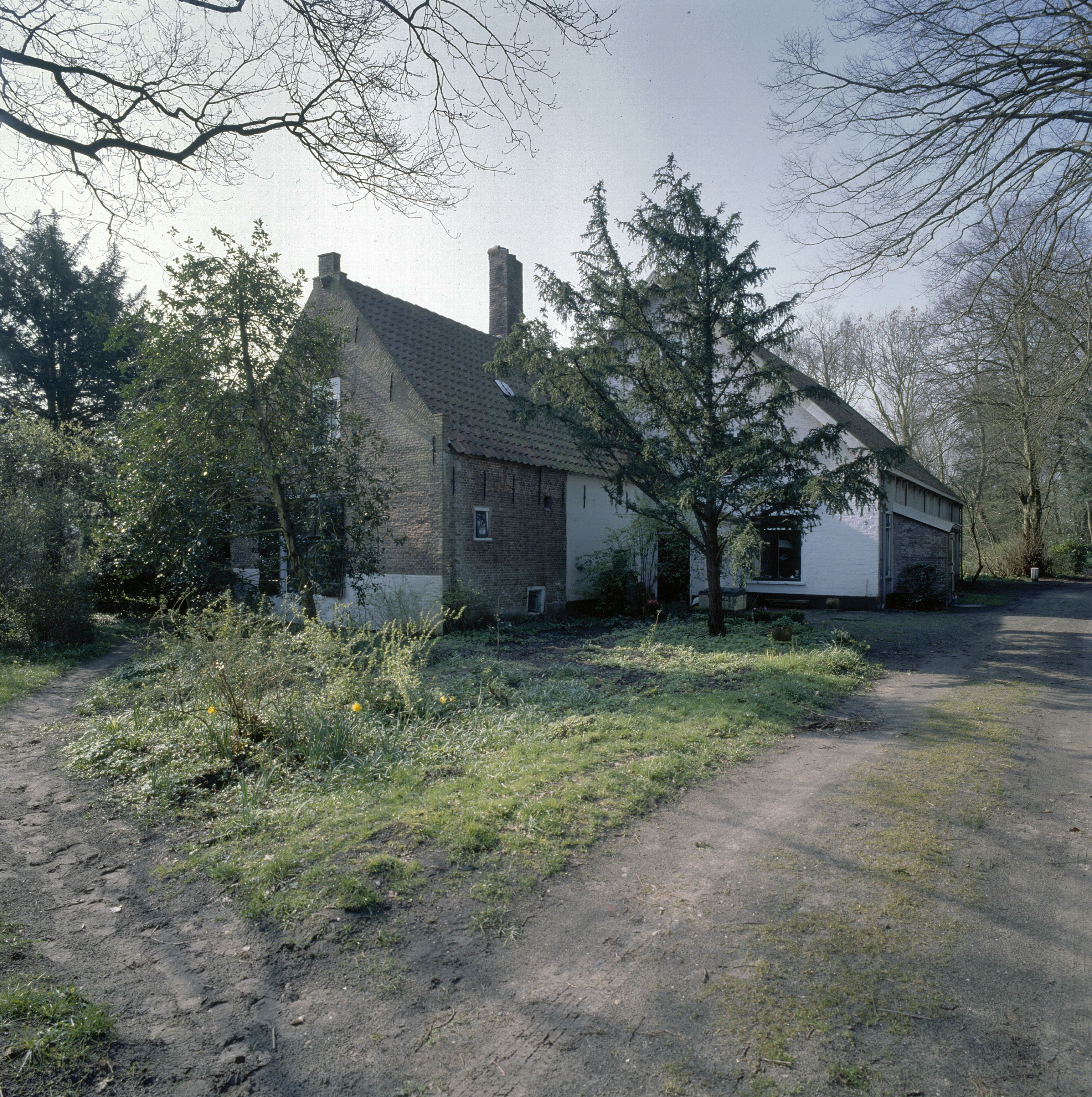
Voorgevel en linker zijgevel van de boerderij

Op het perceel dat Verhagen had aangekocht, heeft vermoedelijk ooit het Huis te Rooswijck gestaan. Toen Verhagen het perceel kocht stond er alleen de huidige 18e-eeuwse boerderij. Als groot liefhebber van de natuur hield Verhagen in zijn stedenbouwkundige ontwerpen altijd rekening met het landschap en gaf ruimte aan groenvoorzieningen; zijn nieuwe buiten was voor hem vooral een plek om zijn persoonlijke ideeën over tuinarchitectuur in de praktijk te kunnen brengen. Hij gaf zijn buiten de naam Carabas.
Na de Tweede Wereldoorlog werd het terrein uitgebreid met de aankoop van grond aan de noordzijde.
In 1950 overleed Verhagen. Hij werd begraven in Rockanje op de gemeentelijke begraafplaats waarvan hij zelf het ontwerp had gemaakt. Zijn erfgenamen hielden na zijn dood de tuin van Carabas zo veel mogelijk in ere.

## Ontwerp
Voor Verhagen was het belangrijk dat er een goede verhouding was tussen de tuin, de natuur en de bebouwing. Parallel aan de zuidzijde van de bestaande boerderij werden door hem drie achter elkaar liggende tuinen aangelegd: een zaaituin, een zomertuin en een wintertuin, met daarachter het bos. Dit veroorzaakt een logische opeenvolging van cultuur (namelijk: de zaaituin) naar natuur (namelijk: het bos). Omdat Verhagen van mening was dat een tuin op zichzelf hoorde te staan, bouwde hij een muur tussen het huis en de tuin. In de tuin gaf hij twaalf vaste planten een prominente rol; hij noemde deze planten de 'twaalf apostelen'.
In het bos werd een vijver gegraven die door een duinrel werd voorzien van water. Verder was er nog een grote boomgaard aanwezig. Aan de noordzijde van de boerderij kwam een moestuin: hier werden groenten gekweekt die vervolgens op de veiling werden verkocht. Het idee van de ‘boerentuin’ was voor hem een belangrijk uitgangspunt.

## Naamgeving
Het buiten van Verhagen droeg de naam Carabas. Dit komt vermoedelijk door zijn neefjes en nichtjes die hem een keer uitmaakten voor ‘de markies van Carabas’ toen hij hen vol trots zijn buiten liet zien.
Mogelijk verwijst de naam ook nog naar de sierkalebassen die in de tuin werden geteeld.